# Top Teams Cup 2006-2007 (femminile)
La Top Teams Cup di pallavolo femminile 2006-2007 è stata la 28ª edizione del secondo torneo pallavolistico europeo per club; iniziata a partire dal 25 novembre 2006, si è conclusa con la final-four di Münster, in Germania, l'11 marzo 2007. Alla competizione hanno partecipato 42 squadre e la vittoria finale è andata per la prima volta al Club Atlético Voleibol Murcia 2005.

## Squadre partecipanti
| - USSP Albi - Anorthōsīs - Panathīnaïkos - Știința Bacău - Atlant Baranoviči - Poštar - BKS - Slávia Bratislava - Královo Pole - Rapid Bucarest - Vasas - Teuta - Edimburgo Volleyball - Engelholms | - Kruh Čerkasy - Escher - Franches-Montagnes - Vanajan - Beşiktaş - Asteríx Kieldrecht - Longa'59 - AEL Limassol - ASKÖ Linz-Steg - Madeira - Markopoulo - Minčanka - CSKA Mosca - CAV Murcia | - Newbridge VC - Asystel - HIT Nova Gorica - Novo Mesto - Fortuna Odense - 80 Pétange - Rijeka - Schweriner - Senica - Spartak Subotica - Halyčanka - Trofa - Jelovica Tuzla - Vilsbiburg |

## Primo turno

### Ritorno
* Entrambe le partite sono state giocate a Limassol
** Entrambe le partite sono state giocate a Minsk

### Squadre qualificate
- AEL Limassol
- Minčanka

## Ottavi di finale

### Squadre qualificate
| - Longa'59 - USSP Albi (25:23)* - CAV Murcia - Kruh Čerkasy - Asteríx Kieldrecht (31:33)* - CSKA Mosca (25:19)* - Poštar - Schweriner |

* Squadra qualificata tramite Extra set

## Quarti di finale

### Squadre qualificate
| - Longa'59 - CAV Murcia - CSKA Mosca - Schweriner (25:16)* |

* Squadra qualificata tramite Extra set

## Final-four
La final four si è disputata a Münster ( Germania).

Le semifinali si sono giocate il 10 marzo mentre le finali per il terzo e il primo posto il 11 marzo.

### Finali 1º - 3º posto
|  | Semifinali | Semifinali | Semifinali |            |            | Finale 1º/2º posto | Finale 1º/2º posto | Finale 1º/2º posto |  |
|  |            |            |            |            |            |                    |                    |                    |  |
|  | Longa'59   | Longa'59   | 0          |            |            |                    |                    |                    |  |
|  | Longa'59   | Longa'59   | 0          |            |            |                    |                    |                    |  |
|  | CAV Murcia | CAV Murcia | 3          |            |            |                    |                    |                    |  |
|  | CAV Murcia | CAV Murcia | 3          |            | CAV Murcia | CAV Murcia         | 3                  |                    |  |
|  |            |            |            |            | CAV Murcia | CAV Murcia         | 3                  |                    |  |
|  |            |            | CSKA Mosca | CSKA Mosca | 0          |                    |                    |                    |  |
|  | CSKA Mosca | CSKA Mosca | CSKA Mosca | CSKA Mosca | 0          | 3                  |                    |                    |  |
|  | CSKA Mosca | CSKA Mosca |            |            |            | 3                  |                    |                    |  |
|  | Schweriner | Schweriner | 1          |            |            | Finale 3º/4º posto | Finale 3º/4º posto | Finale 3º/4º posto |  |
|  | Schweriner | Schweriner | 1          |            |            |                    |                    |                    |  |
|  |            |            |            |            |            |                    |                    |                    |  |
|  |            |            |            |            |            | Longa'59           | Longa'59           | 1                  |  |
|  |            |            |            |            |            | Longa'59           | Longa'59           | 1                  |  |
|  |            |            |            |            |            | Schweriner         | Schweriner         | 3                  |  |